# Erebia albanica
Erebia albanica är en fjärilsart som beskrevs av Hans Rebel 1917. Erebia albanica ingår i släktet Erebia och familjen praktfjärilar. Inga underarter finns listade i Catalogue of Life.